# 松平乗邑
松平 乗邑（まつだいら のりさと）は、江戸時代中期の大名・老中。肥前国唐津藩3代藩主、志摩国鳥羽藩主、伊勢国亀山藩主、山城国淀藩主、下総国佐倉藩初代藩主。大給松平家宗家10代。官位は従四位下・侍従。

## 生涯
唐津藩2代藩主・松平乗春の長男として誕生。元禄3年（1690年）、藩主であった父・乗春の死により家督を相続する。正徳元年（1711年）には、近江国守山において朝鮮通信使の接待を行っている。享保8年（1723年）老中となり、下総佐倉に転封となる。以後足掛け20年余りにわたり徳川吉宗の享保の改革を推進し、足高の制の提言や勘定奉行の神尾春央と共に年貢の増徴や大岡忠相らと相談して刑事裁判の判例集である公事方御定書の制定、幕府成立以来の諸法令の集成である御触書集成の編纂、太閤検地以来の幕府の手による検地の実施などを行った。
水野忠之が老中を辞任したあとは老中首座となり、後期の享保の改革を牽引し、元文2年（1737年）には勝手掛老中となり、「金穀の出納を掌るべき旨仰をかうぶ」ることになった乗邑は農財政の全てを管掌することになった。『大岡忠相日記』によれば、関東地方御用掛の職を務めていた大岡忠相も「月番の無構（かまいなく）」（老中の月番に関わりなく）農政に関することは全て乗邑に報告するよう指示された。
当時は吉宗が御側御用取次を取次として老中合議制を骨抜きにして将軍専制の政治を行っていた。『大岡日記』に拠ると元文3年（1738年）に大岡忠相配下の上坂安左衛門が代官所による栗の植林を3ヵ年に渡って実施する件について、7月末日に御用御側取次の加納久通より許可が出たため、大岡が8月10日に勝手掛老中の乗邑に出費の決裁を求めたが、乗邑は「聞いていないので書類は受け取れない」と処理を一時断っている。この対応は例外的であり、当時は御側御用取次が実務官僚の奉行などと直接調整を行って政策を決定していたため、この事例は乗邑による、老中軽視の政治に対するささやかな抵抗と見られている。
将軍後継問題に関して、吉宗の次男の田安宗武を将軍に擁立しようとしていたが、長男の家重が後継と決定されたため、その経緯により家重から疎んじられるようになった。延享2年（1745年）、酒井忠恭が老中に就くと、忠恭が老中首座とされ、次席に外れた。同年11月、家重が9代将軍に就任すると直後に老中を解任され、加増1万石を没収され隠居を命じられる。次男・乗祐に家督相続は許されたが、間もなく出羽山形に転封を命じられた。
隠居に追い込まれてからわずか半年後の延享3年（1746年）に死去、享年61。

## 人物・逸話
- 大岡忠相からは「乗邑の才知の敏捷なこと、梯をかけても及ばない」と評された[2]。
- 乗邑は吉宗の側近として常に侍り、仕事人間として働いたので、老中としての役宅は与えられていたが、自分の屋敷というものは持っていなかった。このため、家重から老中を解任された際に西の丸下にあった役宅も没収となり、屋敷の無かった乗邑は親族の屋敷に居候するしかなかったという[3]。
- 乗邑の罷免については家重の命令によるとされるが、当時の幕政の実権は吉宗が掌握していた。そのため、罷免については家重ではなく吉宗によるものとする説がある。乗邑は後継者問題で工作した問題もあったが、その他にも享保の改革の際に辣腕を振るった際に朝廷との軋轢、年貢増徴による百姓の不満、厳格な幕府財政の緊縮策に対する幕臣や大奥の不満などがあった。吉宗の引退にはこのような不満から人心を一新することも狙いとしてあったと見られ、吉宗は世の不平不満の原因を乗邑に帰して、罷免することで不満を一掃して人心を一新することを目的としていたのではないか、と見られている[4]。

## 年表
※日付＝旧暦
- 1690年（元禄3年）11月10日 - 家督相続（肥前国唐津6万石）
- 1691年（元禄4年）2月9日 - 志摩国鳥羽に転封
- 1699年（元禄12年）12月21日 - 従五位下和泉守に叙任
- 1710年（宝永7年）1月26日 - 伊勢国亀山に転封
- 1717年（享保2年）12月 - 山城国淀に転封
- 1722年（享保7年）6月1日 - 大坂城代
- 1722年（享保7年）7月12日 - 左近衛将監に遷任
- 1723年（享保8年）
  - 1月15日 - 大坂城代御役御免
  - 4月21日 - 老中
  - 5月1日 - 下総国佐倉に転封
  - 12月15日 - 従四位下に昇叙
- 1724年（享保9年）11月9日 - 侍従を兼任
- 1730年（享保15年）6月12日 - 老中水野忠之御役御免に伴い、老中首座
- 1745年（延享2年） - 1万石加増・都合7万石
  - 9月1日 - 西丸老中酒井忠恭の本丸老中への異動および同首座となるに伴い、老中次座
  - 10月9日 - 老中黜免・差控
  - 10月10日 - 加増分の1万石減封・隠居を命じられる

## 系譜
父母
- 松平乗春
- くら姫 - 奥平昌能の次女

正室
- 土屋政直の娘

子女
- 松平意乗（長男）
- 松平乗祐（次男）生母は柳瀬氏
- 松平乗薀（三男）生母は加賀野氏 - 松平乗賢の養子
- 松平乗富、生母は加賀野氏
- 松平乗溥
- ヒサ - 久照院、牧野明成正室
- 岡部長著正室、生母は柳瀬氏

## 登場作品
- 『素浪人罷通る』（大映京都　映画）、1947年、演：大友柳太郎）
- 『影の軍団II』（関西テレビ、1982年、演：永野辰弥）
- 『八代将軍吉宗』（NHK大河ドラマ、1995年、演：阿部寛）
- 『大岡越前5』（NHKBSプレミアム、2020年、演：田村亮）
- 『大奥』（NHK総合、2023年、演：黒沢あすか）※男女逆転設定